# 시간의 수레바퀴
《시간의 수레바퀴》(영어: The Wheel of Time)는 아마존 프라임 비디오에서 2021년 11월부터 방영되고 있는 미국의 서사 판타지 드라마이다.

## 출연

### 주연
- 로저먼드 파이크
- 다니엘 헤니
- 케이트 플리트우드
- 프리양카 보세
- 소피 오코네도
- 파레스 파레스

### 조연
- 마이클 매켈해튼
- 데이비드 스턴
- 페테르 프란센
- 대릴 매코맥
- 마리아 도일 케네디

## 에피소드
1. Leavetaking
2. Shadow's Waiting
3. A Place of Safety
4. The Dragon Reborn
5. Blood Calls Blood
6. The Flame of Tar Valon
7. The Dark Along the Ways
8. The Eye of the World